# Marina Eraković
Marina Eraković (Spalato, 6 marzo 1988) è un'ex tennista neozelandese, di origine jugoslava.
Risiede ad Auckland e per gran parte della sua carriera è stata allenata da Michiel Schapers.

## Biografia
La sua famiglia si è trasferita in Nuova Zelanda quando lei aveva 6 anni. Marina ha una sorella, Julia Durdica, che ha giocato a tennis solo a livello juniores, per un periodo brevissimo.

## Carriera
A livello juniores ha un record di 110 partite vinte e 43 perse in singolare e 102 vinte e 29 perse in doppio, miglior classifica ITF in singolo nº 5. Ha raggiunto i quarti di finale agli Australian Open, a Wimbledon e agli US Open ed è stata protagonista di una bella rivalità con Michaëlla Krajicek e Aleksandra Wozniak. Vanta 3 tornei vinti e 6 finali perse in singolare. In doppio, ha ottenuto la vittoria agli Australian Open e la finale a Wimbledon nel 2005, la vittoria agli US Open e all'Orange Bowl e la finale a Wimbledon e al Bonfiglio nel 2004. Complessivamente vanta 10 titoli.
A livello professionistico si è imposta principalmente in singolare: nel 2006 ha vinto i tornei challenger di Pechino (50 000 $), Melbourne e Alphen Rijn (25 000 $) mentre nel 2005 ad inizio carriera ha trionfato in tre tornei da 10 000 $ (Warnambool, Benalla, Yarrawonga).
Nel 2008 è entrata stabilmente tra le prime 100 con 3 semifinali in singolare (ad Auckland, Memphis e Birmingham) e una vittoria ('s-Hertogenbosch): ha anche perso una finale in doppio (Istanbul).
Il 18 settembre 2011 ha perso la finale del torneo di Québec contro Barbora Záhlavová-Strýcová con il punteggio di 6-4, 1-6, 0-6.
Il 25 febbraio 2012 è stata sconfitta in finale al torneo di Memphis da Sofia Arvidsson. Se lo è aggiudicato l'anno dopo giocando in finale contro Sabine Lisicki, che sarà costretta a ritirarsi dopo aver perso il primo set. Dal 1988 nessuna tennista neozelandese era più riuscita a far suo un titolo WTA in singolo.
In Federation Cup ha disputato in tutto 38 match, con un bilancio di 26 vittorie e 12 sconfitte.
Ha preso parte come singolarista a due edizioni olimpiche (2008 e 2012), perdendo in entrambe al primo turno.
Il 10 dicembre 2018 tramite un video-messaggio ha annunciato il proprio ritiro dalle competizioni. Era stata per anni la miglior tennista del suo Paese, arrivando anche a occupare la posizione numero 39 del ranking WTA nel 2012.

## Statistiche

### Singolare

#### Vittorie (1)
| Legenda               |
| --------------------- |
| Grande Slam (0)       |
| Ori Olimpici (0)      |
| WTA Finals (0)        |
| Premier Mandatory (0) |
| Premier 5 (0)         |
| Premier (1)           |
| International (1)     |

| N. | Data             | Torneo                      | Superficie  | Avversaria in finale | Punteggio |
| 1. | 23 febbraio 2013 | Cellular South Cup, Memphis | Cemento (i) | Sabine Lisicki       | 6-1, rit. |

#### Sconfitte (4)
| Legenda               |
| --------------------- |
| Grande Slam (0)       |
| Argenti Olimpici (0)  |
| WTA Finals (0)        |
| Premier Mandatory (0) |
| Premier 5 (0)         |
| Premier (0)           |
| International (4)     |

| N. | Data              | Torneo                                          | Superficie    | Avversaria in finale       | Punteggio     |
| 1. | 18 settembre 2011 | Bell Challenge, Québec                          | Sintetico (i) | Barbora Záhlavová-Strýcová | 6-4, 1-6, 0-6 |
| 2. | 25 febbraio 2012  | Cellular South Cup, Memphis                     | Cemento (i)   | Sofia Arvidsson            | 3-6, 4-6      |
| 3. | 15 settembre 2013 | Bell Challenge, Quebec City (2)                 | Sintetico (i) | Lucie Šafářová             | 4-6, 3-6      |
| 4. | 30 aprile 2016    | Grand Prix SAR La Princesse Lalla Meryem, Rabat | Terra rossa   | Timea Bacsinszky           | 2-6, 1-6      |

### Doppio

#### Vittorie (8)
| Legenda: Prima del 2009 | Legenda: Dal 2009     |
| ----------------------- | --------------------- |
| Grande Slam (0)         |                       |
| Ori Olimpici (0)        |                       |
| WTA Finals (0)          |                       |
| Tier I (0)              | Premier Mandatory (0) |
| Tier II (0)             | Premier 5 (0)         |
| Tier III (3)            | Premier (1)           |
| Tier IV (0)             | International (4)     |

| N. | Data             | Torneo                                 | Superficie  | Partner                | Avversarie in finale                   | Punteggio           |
| 1. | 21 giugno 2008   | Ordina Open, 's-Hertogenbosch          | Erba        | Michaëlla Krajicek     | Līga Dekmeijere Angelique Kerber       | 6-3, 6-2            |
| 2. | 4 ottobre 2008   | Japan Open Tennis Championships, Tokyo | Cemento     | Jill Craybas           | Ayumi Morita Aiko Nakamura             | 4-6, 7-5, [10-6]    |
| 3. | 26 ottobre 2008  | BGL Luxembourg Open, Lussemburgo       | Cemento (i) | Sorana Cîrstea         | Vera Duševina Marija Korytceva         | 2-6, 6-3, [10-8]    |
| 4. | 14 febbraio 2010 | PTT Pattaya Open, Pattaya              | Cemento     | Tamarine Tanasugarn    | Anna Čakvetadze Ksenija Pervak         | 7-5, 6-1            |
| 5. | 16 ottobre 2011  | Generali Ladies Linz, Linz             | Cemento (i) | Elena Vesnina          | Julia Görges Anna-Lena Grönefeld       | 7-5, 6-1            |
| 6. | 15 luglio 2012   | Bank of the West Classic, Stanford     | Cemento     | Heather Watson         | Jarmila Gajdošová Vania King           | 7-5, 7-6(7)         |
| 7. | 24 agosto 2012   | Texas Tennis Open, Dallas              | Cemento     | Heather Watson         | Līga Dekmeijere Irina Falconi          | 6-3, 6-0            |
| 8. | 20 giugno 2014   | Topshelf Open, S'Hertogenbosch         | Erba        | Arantxa Parra Santonja | Michaëlla Krajicek Kristina Mladenovic | 0-6, 7-6(5), [10-8] |

#### Sconfitte (8)
| Legenda: Prima del 2009 | Legenda: Dal 2009     |
| ----------------------- | --------------------- |
| Grande Slam (0)         |                       |
| Argenti Olimpici (0)    |                       |
| WTA Finals (0)          |                       |
| Tier I (0)              | Premier Mandatory (1) |
| Tier II (0)             | Premier 5 (0)         |
| Tier III (1)            | Premier (1)           |
| Tier IV (0)             | International (5)     |

| N. | Data            | Torneo                                   | Superficie  | Partner                | Avversarie in finale                    | Punteggio              |
| 1. | 19 maggio 2008  | Istanbul Cup, Istanbul                   | Terra rossa | Polona Hercog          | Jill Craybas Vol'ha Havarcova           | 1-6, 2-6               |
| 2. | 19 luglio 2010  | Banka Koper Slovenia Open, Portorose     | Cemento     | Anna Čakvetadze        | Marija Kondrat'eva Vladimíra Uhlířová   | 4-6, 6-2, [7-10]       |
| 3. | 8 gennaio 2011  | ASB Classic, Auckland                    | Cemento     | Sofia Arvidsson        | Květa Peschke Katarina Srebotnik        | 3-6, 0-6               |
| 4. | 14 gennaio 2012 | Moorilla Hobart International, Hobart    | Cemento     | Chuang Chia-jung       | Irina-Camelia Begu Monica Niculescu     | 7-6(4), 6(4)-7, [5-10] |
| 5. | 12 maggio 2013  | Mutua Madrid Open, Madrid                | Terra rossa | Cara Black             | Anastasija Pavljučenkova Lucie Šafářová | 2-6, 4-6               |
| 6. | 25 maggio 2013  | Internationaux de Strasbourg, Strasburgo | Terra rossa | Cara Black             | Chanelle Scheepers Kimiko Date-Krumm    | 4-6, 6-3, [12-14]      |
| 7. | 16 giugno 2013  | AEGON Classic, Birmingham                | Erba        | Cara Black             | Ashleigh Barty Casey Dellacqua          | 5-7, 4-6               |
| 8. | 23 agosto 2014  | Connecticut Open, New Haven              | Cemento     | Arantxa Parra Santonja | Andreja Klepač Sílvia Soler Espinosa    | 5-7, 6-4, [7-10]       |

## Grand Slam Junior

### Doppio

#### Vittorie (2)
| Tornei del Grande Slam  |
| ----------------------- |
| Australian Open (1)     |
| Open di Francia (0)     |
| Torneo di Wimbledon (0) |
| US Open (1)             |

| N. | Data              | Torneo                     | Superficie | Compagna           | Avversarie in finale             | Punteggio   |
| 1. | 11 settembre 2004 | US Open, New York          | Cemento    | Michaëlla Krajicek | Mădălina Gojnea Monica Niculescu | 7-6(4), 6-0 |
| 2. | 29 gennaio 2005   | Australian Open, Melbourne | Cemento    | Viktoryja Azaranka | Nikola Fraňková Ágnes Szávay     | 6-0, 6-2    |

#### Sconfitte (2)
| Tornei del Grande Slam  |
| ----------------------- |
| Australian Open (0)     |
| Open di Francia (0)     |
| Torneo di Wimbledon (2) |
| US Open (0)             |

| N. | Data          | Torneo                          | Superficie | Compagna         | Avversarie in finale                | Punteggio        |
| 1. | 5 luglio 2004 | Torneo di Wimbledon, Londra     | Erba       | Monica Niculescu | Viktoryja Azaranka Vol'ha Havarcova | 4-6, 6-3, 4-6    |
| 2. | 2 luglio 2005 | Torneo di Wimbledon, Londra (2) | Erba       | Monica Niculescu | Viktoryja Azaranka Ágnes Szávay     | 7-6(5), 2-6, 0-6 |

## Risultati in progressione
| Sigla | Risultato               |
| ----- | ----------------------- |
| V     | Vincitore               |
| F     | Finalista               |
| SF    | Semifinalista           |
| O     | Oro olimpico            |
| A     | Argento olimpico        |
| SF    | Bronzo olimpico         |
| QF    | Quarti di Finale        |
| 4T    | Quarto turno            |
| 3T    | Terzo turno             |
| 2T    | Secondo turno           |
| 1T    | Primo turno             |
| RR    | Round Robin             |
| LQ    | Turno di qualificazione |
| A     | Assente                 |
| ND    | Non disputato           |

| Legenda superfici    |
| -------------------- |
| Cemento              |
| Terra battuta        |
| Erba                 |
| Superficie variabile |

### Singolare
| Tornei del Grande Slam    |               |               |               |               |               |               |               |               |               |               |               |         |
| Australian Open           | A             | A             | Q2            | Q1            | 2T            | 1T            | A             | 2T            | 1T            | 2T            | 1T            | 3–6     |
| Open di Francia           | A             | Q2            | Q1            | 2T            | A             | A             | 1T            | 1T            | 3T            | 2T            | 1T            | 4–6     |
| Wimbledon                 | A             | A             | Q1            | 3T            | A             | Q1            | 2T            | 2T            | 3T            | 1T            |               | 6–5     |
| US Open                   | Q3            | A             | Q3            | 1T            | A             | A             | 1T            | 1T            | 1T            | 2T            |               | 1–5     |
| Vittorie-sconfitte        | 0–0           | 0–0           | 0–0           | 3–3           | 1–1           | 0–1           | 1–3           | 2–4           | 4–4           | 3–4           | 0-2           | 14–22   |
| Giochi Olimpici           |               |               |               |               |               |               |               |               |               |               |               |         |
| Giochi olimpici estivi    | Non disputato | Non disputato | Non disputato | 1T            | Non disputato | Non disputato | Non disputato | 1T            | Non disputato | Non disputato | Non disputato | 0–2     |
| WTA Premier Mandatory     |               |               |               |               |               |               |               |               |               |               |               |         |
| Indian Wells              | A             | A             | Q1            | Q1            | 1T            | A             | A             | 1T            | 1T            | 1T            | 2T            | 1–5     |
| Miami                     | A             | A             | A             | 3T            | 1T            | A             | A             | 2T            | 1T            | 1T            | 1T            | 3–6     |
| Madrid                    | Non disputato | Non disputato | Non disputato | Non disputato | A             | A             | A             | 1T            | Q1            | A             |               | 0–1     |
| Pechino                   | Non Tier I    | Non Tier I    | Non Tier I    | Non Tier I    | A             | A             | A             | A             | Q2            | Q2            |               | 0–0     |
| WTA Premier 5             |               |               |               |               |               |               |               |               |               |               |               |         |
| Doha                      | Non Tier I    | Non Tier I    | Non Tier I    | A             | Non disputato | Non disputato | NP5           | A             | A             | 1T            | Q1            | 0–1     |
| Dubai                     | Non Tier I    | Non Tier I    | Non Tier I    | Non Tier I    | A             | A             | A             | Not Prem 5    | Not Prem 5    | Not Prem 5    |               | 0–0     |
| Roma                      | A             | A             | A             | A             | A             | A             | A             | 2T            | A             | Q1            |               | 1–1     |
| Canada                    | A             | A             | A             | A             | A             | Q1            | Q1            | A             | A             | A             |               | 0–0     |
| Cincinnati                | Non Tier I    | Non Tier I    | Non Tier I    | Non Tier I    | A             | A             | A             | A             | 2T            | Q1            |               | 1–1     |
| Tokyo                     | A             | A             | A             | 1T            | A             | A             | A             | A             | Q2            | NP5           |               | 0–1     |
| Wuhan                     | Non disputato | Non disputato | Non disputato | Non disputato | Non disputato | Non disputato | Non disputato | Non disputato | Non disputato | 1T            |               | 0–1     |
| Vittorie-sconfitte totali | 43-13         | 34-18         | 40-22         | 37-19         | 10-13         | 15-18         | 47-15         |               |               |               |               | 229-119 |
| Tornei vinti              | 0             | 0             | 0             | 0             | 0             | 0             | 0             | 0             | 1             | 0             | 0             | 1       |
| Ranking di fine anno      | 213           | 160           | 161           | 60            | 232           | 324           | 61            | 66            | 48            | 76            |               |         |

## Vittorie contro giocatrici Top 10
| Stagione | 2011 | Totale |
| Vittorie | 1    | 1      |

| #    | Giocatrice         | Ranking | Evento                             | Superficie | Turno | Punteggio     | Rank. MER |
| ---- | ------------------ | ------- | ---------------------------------- | ---------- | ----- | ------------- | --------- |
| 2011 |                    |         |                                    |            |       |               |           |
| 1.   | Viktoryja Azaranka | 4       | Bank of the West Classic, Stanford | Cemento    | 2T    | 4-6, 7-5, 6-2 | 121       |